# California Surf
California Surf – istniejący w latach 1978–1981 amerykański klub piłkarski z miasta Anaheim, w stanie Kalifornia. Drużyna występowała w lidze NASL, a jego domowym obiektem był Anaheim Stadium.

## Historia
California Surf powstała w 1978 roku jako kontynuator tradycji St. Louis Stars. The Surf miała silne wpływy brytyjskie, gdyż trenerami zespołu byli Anglicy: John Sewell, Peter Wall i Laurie Calloway. Najlepszym piłkarzem pod kierunkiem Johna Sewella był szkocki piłkarz, późniejszy trener Arsenalu Londyn, George Graham. Jednak zespół w lidze NASL nie odnosił zbyt wielkich sukcesów, nigdy nie zachodził dalej niż do ćwierćfinału. W 1981 roku, po nie zakwalifikowaniu się do play-offów ligi NASL, klub został rozwiązany.

## Osiągnięcia

### NASL
- Ćwierćfinał: 1978, 1979, 1980

### Halowa NASL
- Ćwierćfinał: 1981

## Znani piłkarze
- Paulo César Lima
- Tony Chursky
- Charlie Cooke
- George Graham
- Carlos Alberto Torres

## Trenerzy
- 1978-1980:  John Sewell
- 1981:  Peter Wall
- 1981:  Laurie Calloway

## Sezon po sezonie
| Sezon     | Liga        | Z  | P  | Pkt | Sezon                                                 | Playoff                | Śr. frekwencja |
| --------- | ----------- | -- | -- | --- | ----------------------------------------------------- | ---------------------- | -------------- |
| 1978      | NASL        | 13 | 17 | 115 | 2.miejsce, Amerykańska Konferencja, Dywizja Wschodnia | Ćwierćfinał            | 11,171         |
| 1979      | NASL        | 15 | 15 | 140 | 1.miejsce, Amerykańska Konferencja, Dywizja Wschodnia | Ćwierćfinał            | 10,330         |
| 1979/1980 | Halowe NASL | 4  | 8  | —   | 4.miejsce, Dywizja Wschodnia                          | Nie zakwalifikował się |                |
| 1980      | NASL        | 15 | 17 | 144 | 2.miejsce, Amerykańska Konferencja, Dywizja Wschodnia | Ćwierćfinał            | 7,593          |
| 1980/1981 | Halowe NASL | 10 | 8  | —   | 1.miejsce, Dywizja Południowa                         | Ćwierćfinał            |                |
| 1981      | NASL        | 11 | 21 | 117 | 3.miejsce, Dywizja Wschodnia                          | Nie zakwalifikował się | 8,299          |